# Templo de Apolo Pitio Sóter
El Templo de de Apolo Pitio Sóter (en griego: Ναός Απόλλωνα Πυθίου Σωτήρα) fue un antiguo templo griego dedicado a Apolo en la ciudad de Ambracia, Grecia. Sus ruinas se encuentran en el centro de la actual ciudad de Arta, cerca de Plateía Kilkís (Plaza Kilkís) y del cruce de las calles Pýrrou y Nikoláou Plastíra.

## Historia
Fue construido en el período arcaico alrededor del año 500 a. C. Sin embargo, el mismo lugar ha sido el lugar de culto de Apolo desde al menos el año 600 a. C. El templo era el santuario más importante de Ambrakia, ya que Apolo era el patrón de la ciudad, y se utilizaba, entre otras cosas, como depósito de los registros públicos de la polis (ciudad). A partir de la era cristiana, las piedras del templo se reutilizaron en otros edificios, por lo que ha desaparecido en gran medida. Las ruinas del templo fueron descubiertas por la arqueóloga Ioulía Vokotopoúlou en 1964. Sus excavaciones se llevaron a cabo en 1966-1968 y 1975-1977.

## Descripción
El templo era de estilo dórico. Medía aproximadamente 44 × 20,75 m, y contenía un pronaos y un naos. El crepidoma y la eutinteria del edificio son los principales restos. Además, se ha encontrado un único capitel dórico. En la parte posterior del naos se encuentran los restos del pedestal de la estatua de culto de Apolo. Entre las inscripciones halladas en el yacimiento se encuentra una estela del siglo I a. C., que contiene un acuerdo de límites entre las ciudades de Ambracia y Caradro. Actualmente se encuentra en el Museo Arqueológico de Arta. En el emplazamiento del templo también se han encontrado tumbas de época cristiana.

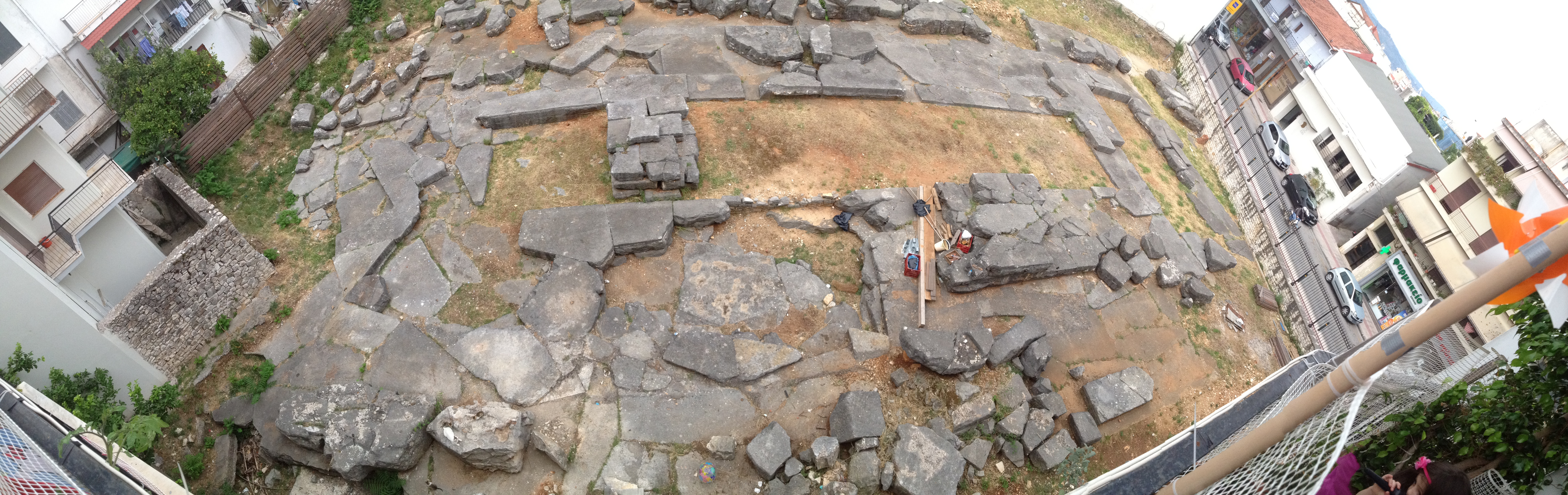
Ruinas del templo.